# Jazz-Nekrolog 2002
Nekrolog
◄◄
| ◄
| 1998
| 1999
| 2000
| 2001
| 2002 | 2003 | 2004 | 2005 | 2006 | ► | ►►
Weitere Ereignisse | Allgemeiner Nekrolog 2002
Die Beschreibung der verstorbenen Person sollte so kurz wie möglich gehalten sein und nur deren signifikante Tätigkeit(en) enthalten.
Neue Namen ggf. auch unter dem Geburts- und Sterbedatum, also etwa unter 1. Januar und im Geburts- und Sterbejahr (2024) eintragen (nur bei entsprechender großer Wichtigkeit). Für Beispiele siehe die schon vorhandenen Artikel.
Außerdem über die fünf zuletzt Verstorbenen, zu denen es einen ausreichend guten Artikel für eine Präsentation auf der Hauptseite gibt, nach der todesbedingten Überarbeitung der Artikel ggf. auch unter Wikipedia Diskussion:Hauptseite informieren und sie am besten auch in den anderen Wikipedia-Sprachversionen eintragen. Tipp: Regelmäßig bei news.google.de nach „ist tot“, „gestorben“ oder „verstorben“ suchen.
Wenn eine Person gestorben ist, gibt es viele Seiten zu dieser Person in der Wikipedia, die davon auch betroffen sind und entsprechend aktualisiert werden müssen. Beispiele: Namenübersichtsseite, Geburtsjahr, Geburtsort-Seiten und viele mehr.
Wie finde ich die betroffenen Seiten?
Im Suchfeld auf der linken Seite gibt man den Suchbegriff so ein: „Vorname Nachname“. Dann klickt man auf Volltext und alle Seiten mit entsprechendem Suchtext werden aufgerufen. Hier sieht man dann schnell, wo auch das Todesjahr Sinn macht oder sogar ein Teil des Artikels angepasst werden muss. Auch hilft das „Werkzeug“ auf der linken Seite sehr gut, um solche Seiten aufzufinden: „Links auf diese Seite“. Somit ist die Wikipedia wieder aktuell in allen Bereichen! Hinweis: bei Eintragung der Kategorie „Gestorben JAHR“ wird der Missbrauchsfilter 49 ausgelöst, was jedoch nicht schlimm ist. Siehe: Spezial:Missbrauchsfilter/49

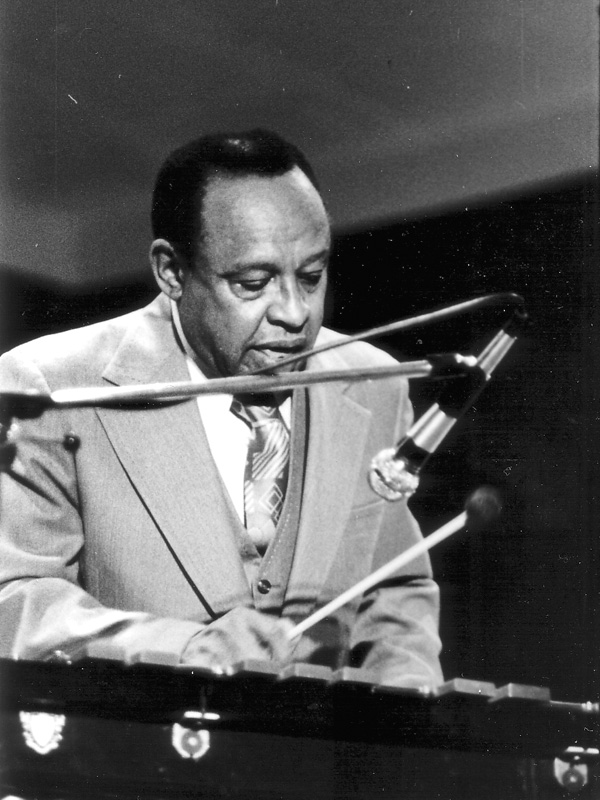
Lionel Hampton
20. April 1908 – 31. August 2002

Dies ist eine Liste im Jahr 2002 verstorbener bekannter Persönlichkeiten aus dem Bereich des Jazz. Die Einträge erfolgen innerhalb der einzelnen Daten alphabetisch.

## 1. Quartal
| Tag         | Name             | Herkunft/Beruf                                            | Alter | Beleg |
| ----------- | ---------------- | --------------------------------------------------------- | ----- | ----- |
| 21. Januar  | Peggy Lee        | US-amerikanische Sängerin, Komponistin und Schauspielerin | 81    |       |
| 1. Februar  | Streamline Ewing | US-amerikanischer Posaunist                               | 85    |       |
| 2. Februar  | Remo Palmieri    | US-amerikanischer Gitarrist                               | 78    |       |
| 2. Februar  | Kermit Scott     | US-amerikanischer Saxophonist                             | 87    |       |
| 6. Februar  | Wendell Marshall | US-amerikanischer Bassist                                 | 81    |       |
| 7. Februar  | Walter Bolden    | US-amerikanischer Schlagzeuger, Arrangeur und Komponist   | 76    |       |
| 8. Februar  | Nick Brignola    | US-amerikanischer Jazz-Baritonsaxophonist                 | 65    |       |
| 22. Februar | Ronnie Verrell   | britischer Schlagzeuger                                   | 76    |       |
| 28. Februar | Helmut Zacharias | deutscher Violinist                                       | 82    |       |
| 4. März     | Malcolm Pinson   | US-amerikanischer Schlagzeuger                            | ≈60   |       |
| 6. März     | Oliver Johnson   | US-amerikanischer Schlagzeuger                            | 57    |       |
| 10. März    | Shirley Scott    | US-amerikanische Organistin                               | 67    |       |
| 16. März    | Edmonia Jarrett  | US-amerikanische Sängerin und Schauspielerin              | 69    |       |
| 19. März    | John Patton      | US-amerikanischer Organist                                | 66    |       |
| 29. Juli    | Ben Lindgren     | US-amerikanischer Bassist                                 | 55    |       |

## 2. Quartal
| Tag       | Name             | Herkunft/Beruf                                             | Alter | Beleg |
| --------- | ---------------- | ---------------------------------------------------------- | ----- | ----- |
| 9. April  | Weldon Irvine    | US-amerikanischer Keyboarder und Komponist                 | 58    |       |
| 9. April  | Laro Sollero     | französischer Gitarrist                                    | ≈64   | [ 1 ] |
| 18. April | Cy Laurie        | britischer Klarinettist und Bandleader                     | 75    |       |
| 28. April | Jeff Pressing    | US-amerikanischer Keyboarder und Komponist                 | ≈52   |       |
| 29. April | Pete Jacobsen    | britischer Pianist                                         | 51    |       |
| 5. Mai    | Rolf Kronqvist   | finnischer Musiker und Produzent                           | 73    |       |
| 6. Mai    | Bjørn Johansen   | norwegischer Saxophonist und Flötist                       | 61    |       |
| 5. Juni   | Curtis Amy       | US-amerikanischer Saxophonist und Flötist                  | 72    |       |
| 5. Juni   | Truck Parham     | US-amerikanischer Bassist                                  | 91    |       |
| 21. Juni  | Matt Dennis      | US-amerikanischer Sänger, Pianist, Komponist und Arrangeur | 88    |       |
| 24. Juni  | Joe Derise       | US-amerikanischer Sänger, Gitarrist und Pianist            | 76    |       |
| 27. Juni  | Russ Freeman     | US-amerikanischer Pianist                                  | 76    |       |
| 29. Juni  | Edmund Anderson  | US-amerikanischer Liedtexter und Musikproduzent            | 89    |       |
| 29. Juni  | Rosemary Clooney | US-amerikanische Sängerin und Schauspielerin               | 74    |       |

## 3. Quartal
| Tag           | Name              | Herkunft/Beruf                                                             | Alter | Beleg |
| ------------- | ----------------- | -------------------------------------------------------------------------- | ----- | ----- |
| 2. Juli       | Ray Brown         | US-amerikanischer Bassist                                                  | 75    |       |
| 5. Juli       | Harold Dejan      | US-amerikanischer Saxophonist und Bandleader                               | 93    |       |
| 7. Juli       | Ray Foxley        | britischer Pianist und Arrangeur                                           | 73    |       |
| 8. Juli       | Vincent Forchetti | US-amerikanischer Posaunist                                                | 76    |       |
| 8. Juli       | Ward Kimball      | US-amerikanischer Posaunist und Bandleader                                 | 88    |       |
| 11. Juli      | Erni Bieler       | österreichische Jazz- und Schlagersängerin                                 | 77    |       |
| 13. Juli      | Jerry Fuller      | britischer Schlagzeuger                                                    | 63    |       |
| 22. Juli      | Marian Montgomery | US-amerikanische Sängerin                                                  | 67    |       |
| 23. Juli      | Dieter Flimm      | deutscher Schlagzeuger und Designer                                        | 63    |       |
| 23. Juli      | Idrees Sulieman   | US-amerikanischer Trompeter                                                | 78    |       |
| 29. Juli      | Bobby Rodriguez   | US-amerikanischer Bassist                                                  | 75    |       |
| 2. August     | Roy Kral          | US-amerikanischer Pianist, Sänger und Komponist                            | 80    |       |
| 3. August     | Mauricio Smith    | panamaisch-US-amerikanischer Flötist und Saxophonist                       | 71    |       |
| 4. August     | Daphne Hellman    | US-amerikanische Harfenistin                                               | 86    |       |
| 5. August     | Ron McCroby       | US-amerikanischer Klarinettist, Flötist und Kunstpfeifer                   | 68    |       |
| 8. August     | Wilber Morris     | US-amerikanischer Bassist                                                  | 64    |       |
| 8. August     | Ronnie Stephenson | britischer Schlagzeuger                                                    | 65    |       |
| 14. August    | Larry Rivers      | US-amerikanischer Maler und Musiker                                        | 78    |       |
| 20. August    | Chris Columbus    | US-amerikanischer Schlagzeuger und Bandleader                              | 100   |       |
| 22. August    | Fernando Álvarez  | kubanischer Sänger                                                         | 74    |       |
| 27. August    | John S. Wilson    | US-amerikanischer Autor und Radiomoderator                                 | ≈90   |       |
| 31. August    | Gordie Fleming    | kanadischer Akkordeonist, Pianist, Arrangeur und Komponist                 | 71    |       |
| 31. August    | Lionel Hampton    | US-amerikanischer Vibraphonist, Schlagzeuger und Bandleader                | 94    |       |
| 1. September  | Turk Van Lake     | US-amerikanischer Gitarrist, Komponist, Arrangeur, Autor und Musikpädagoge | 84    |       |
| 3. September  | Charles Frazier   | US-amerikanischer Saxophonist und Flötist                                  | 95    |       |
| 5. September  | Charles McGhee    | US-amerikanischer Trompeter                                                | 59    |       |
| 5. September  | Frank Hewitt      | US-amerikanischer Pianist                                                  | 66    |       |
| 17. September | Dodo Marmarosa    | US-amerikanischer Pianist                                                  | 76    |       |
| 21. September | Peter Kowald      | deutscher Bassist                                                          | 58    |       |
| 23. September | Claudio Szenkar   | deutscher Pianist und Vibraphonist                                         | 62    |       |
| 25. September | Luis Morais       | kapverdischer Klarinettist und Komponist                                   | 67    |       |
| 30. September | Ellis Larkins     | US-amerikanischer Pianist                                                  | 79    |       |

## 4. Quartal
| Tag          | Name              | Herkunft/Beruf                                                        | Alter | Beleg |
| ------------ | ----------------- | --------------------------------------------------------------------- | ----- | ----- |
| 4. Oktober   | Stanley Mendelson | US-amerikanischer Pianist                                             | 79    |       |
| 10. Oktober  | Abe Most          | US-amerikanischer Klarinettist und Saxophonist                        | 82    |       |
| 12. Oktober  | Ray Conniff       | US-amerikanischer Komponist, Arrangeur, Orchesterleiter und Posaunist | 85    |       |
| 13. Oktober  | Bill Berry        | US-amerikanischer Trompeter, Kornettist und Bandleader                | 72    |       |
| 17. Oktober  | Chuck Domanico    | US-amerikanischer Bassist                                             | 58    |       |
| 17. Oktober  | Tommy Loy         | US-amerikanischer Trompeter                                           | 72    |       |
| 17. Oktober  | Henri Renaud      | französischer Pianist und Komponist                                   | 77    |       |
| 28. Oktober  | Johnny Dover      | belgischer Musiker, Bandleader, Arrangeur und Komponist               | ≈73   |       |
| 3. November  | Lonnie Donegan    | britischer Folk- und Skiffle-Musiker                                  | 71    |       |
| 5. November  | Gunnar Almstedt   | schwedischer Bassist                                                  | 76    |       |
| 6. November  | Roman Kunsman     | sowjetisch-israelischer Musiker und Komponist                         | 60    |       |
| 13. November | Nancie Banks      | US-amerikanische Sängerin und Bandleaderin                            | 51    |       |
| 13. November | Bill Berry        | US-amerikanischer Trompeter                                           | 70    |       |
| 13. November | Roland Hanna      | US-amerikanischer Pianist und Komponist                               | 70    |       |
| 17. November | Gösta Tönne       | schwedischer Trompeter und Orchesterleiter                            | 89    | [ 2 ] |
| 22. November | Taswell Baird     | US-amerikanischer Posaunist                                           | ≈80   |       |
| 26. November | Stanley Black     | britischer Komponist, Pianist, Arrangeur und Orchesterleiter          | 89    |       |
| 2. Dezember  | Mal Waldron       | US-amerikanischer Pianist                                             | 77    |       |
| 5. Dezember  | Bob Berg          | US-amerikanischer Saxophonist                                         | 51    |       |
| 7. Dezember  | Wolfgang Muth     | deutscher Jazzforscher                                                | 74    | [ 3 ] |
| 11. Dezember | Dolly Dawn        | US-amerikanische Sängerin                                             | 86    |       |
| 11. Dezember | Lou Stein         | US-amerikanischer Pianist                                             | 80    |       |
| 15. Dezember | Dennis Moorman    | US-amerikanischer Pianist una Arrangeur                               | 62    |       |

## Genaues Datum unbekannt
| Tag      | Name         | Herkunft/Beruf              | Alter | Beleg |
| -------- | ------------ | --------------------------- | ----- | ----- |
| November | Mose Vinson  | US-amerikanischer Pianist   | ≈83   |       |
| November | Johnny Weed  | britischer Bassist          | ≈73   |       |
| 2002     | Danny Negri  | US-amerikanischer Pianist   | ≈82   |       |
| 2002     | Alfred Cobbs | US-amerikanischer Posaunist | ≈87   |       |